# Alejandra Sandoval
Alejandra Sandoval Palomeque (Cali, Valle del Cauca, Colombia, 23 de agosto de 1980) es una actriz y modelo colombiana.

## Biografía

### Primeros años
Creció en una unidad residencial cercana a la Calle 5 y a pocas cuadras de un autocine que hoy solo existe en las viejas fotos de la ciudad , en ese entonces conoció a una señorita muy distinguida y de prestigio de nombre Nohemi Torres la cual la ayudó en su carrera y a elaborar su tesis de psicología . Las señoras del conjunto donde vivía hacían apuestas a sus espaldas cuando la veían pasar con el uniforme del Colegio Americano: "A ver, mija, ¿a los cuántos años esta niña tan bonita se nos vuelve modelo?". No se sabe quién acertó ni cuánto cobró, pero 'Aleja' pronto conocería las pasarelas y las cámaras comenzarían a quererla: aparece en las grandes vallas de Avianca, en varios comerciales y avisos de revistas, así como en la telenovela Luna la heredera y el programa juvenil El ritmo de tu corazón. 
Pero tuvo que ser lejos de Cali y del viejo autocine, en Bogotá, donde comenzaría su carrera como actriz. Esta joven y psicóloga de la Universidad San Buenaventura, la misma que se pasaba las horas viendo Hechizada, la que lloró con la muerte de Carlos Muñoz en San Tropel, la joven del divino rostro, la madre de una linda: Valeria, espera en este año seguir con su buena racha. "Lo importante no es hacer muchos o pocos papeles, sino estar en un proyecto que se recuerde, que le interese al público, una de las cosas por las que me gusta actuar es por el contacto que puedes tener con la gente". 
Ella, muy comprometida con el trabajo social, dedica muchos de sus ratos libres a los niños con problemas de nutrición, sabe que al ser conocida se le abren más fácil las puertas para este tipo de labores, "esa es mi segunda intención, no se trata solo de actuar por actuar". Se formó en la agencia Top Class de Cali.
Se inició en el medio artístico como modelo y realizando presentaciones en programas musicales, como el espacio juvenil llamado Sin Visaje - Expresión Caleña. A la vez de fungir como imagen de comerciales para diversas marcas. Al culminar sus estudios de Psicología en la Universidad de Cali se trasladó a Bogotá, para estudiar arte dramático.
También ha incursionado en las tablas de la mano de obras como Tengo el Derecho dirigida Jorge Herrera. Mientras que en cine protagonizó en el filme mexicano Todas Mías.

### Vida personal
El 20 de septiembre de 1996, nació su primera hija; Valeria González Sandoval; fruto de su relación con Andrés González. En enero de 2009, comenzó una relación sentimental con Tiberio Cruz; a quien conoció durante la filmación de la telenovela Doña Bárbara, donde sus personajes también estaban relacionados sentimentalmente.
El 7 de marzo de 2015, se casó con el actor venezolano Jorge Reyes y reside en Venezuela. En septiembre de 2015, anunció que estaba  embarazada de una niña; la cual llevó por nombre Miranda Reyes, siendo la primera hija de la pareja y la segunda de ambos. El 7 de marzo de 2016, dio a luz en Caracas.

## Filmografía

### Televisión
| Año       | Título                      | Personaje                    |
| --------- | --------------------------- | ---------------------------- |
| 2023-2024 | Golpe de suerte             | Cristina Sotomayor           |
| 2017      | El bienamado                | Melissa Gaitán Cardona       |
| 2015-2016 | Amor secreto                | Irene Gutiérrez Vielma       |
| 2012-2013 | Dulce amargo                | Sofía Hidalgo de Ascanio     |
| 2011      | Los herederos Del Monte     | Guadalupe Mardones           |
| 2010      | Salvador de Mujeres         | Socorro "Coco" Álvarez       |
| 2009-2010 | Las muñecas de la mafia     | Violeta "Violetica" Manrique |
| 2009      | Verano en Venecia           | Leticia Toledo (joven)       |
| 2009      | Sin retorno                 | Jackeline Ep: Los ojos       |
| 2008-2009 | Doña Bárbara                | Genoveva Sandoval            |
| 2007-2008 | Pura sangre                 | Lucía Velandia               |
| 2005-2006 | Juegos prohibidos           | Sandra Cubides               |
| 2004-2005 | La Saga, negocio de familia | Teresa Galindo               |
| 2004-2005 | Luna, la heredera           | Alicia García                |
| 2004      | Al ritmo de tu corazón      | Paola                        |

## Cine
| Año  | Título             | Personaje |
| ---- | ------------------ | --------- |
| 2013 | Rosa de Baccara    |           |
| 2012 | Amante de lo ajeno | Ana       |
| 2013 | Todas mías         | Sandy     |

## Contribuciones
- Fundación Nutrir